# Круглов, Алексей Владимирович
Алексе́й Влади́мирович Кругло́в (род. 23 июня[уточнить] 1979, Павловский Посад) — российский музыкант (бассетгорн, флейта, сопрано-, баритон- и альт-саксофон) и композитор в направлении фри-джаза и импровизационной музыки.

## Биография и творчество
Алексей Круглов родился в Подмосковье, учился в музыкальной школе по классу фортепиано. Позже учился в «Класс-Центре» Сергея Казарновского и брал уроки импровизации у Аркадия Шилклопера. Студентом Академии музыки имени Гнесиных начал писать первые сочинения; его Song — 494+I  получила специальный приз фестиваля в джаз-клубе Синяя птица. В 2000 году Круглов участвовал в джазовом фестивале в петербургском Эрмитаже, играл с Гэри Бартцем в Москве, был задействован в мультимедиа-перфомансе Fontana Re(Mix) по творчествву Джона Кейджа на фестивале Альтернатива. Московская Ассоциация джазовых журналистов назвала тогда Круглова самым перспективным артистом года. Также Круглов создал свою версию музыкального оформления для немого фильма Барышня и хулиган (1918).
В настоящее время Алексей Круглов является одним из самых известных персонажей московской импровизационной сцены, он исполняет фри-джаз в лучших традициях трио Ганелина. Круглов работал со всеми тремя членами этого коллектива; а в дуэте с барабанщиком Владимиром Тарасовым записал два альбома. С начала 2000-х годов он работает с собственным музыкальным коллективом под названием Круглый бэнд, а также со швейцарским барабанщиком Фрицем Хаузером и эстонским гитаристом Яаком Соояаром. Его музыка сочетает в себе энергию панк-рока с чёрным юмором и фолковую лиричность, связанную с исполнительской эксцентричностью, когда музыкант одновременно играет на различных инструментах, пишет обозреватель BBC.

## Дискография
- Transfiguration (SoLyd Records, 2001) с Сергеем Хутасом, Петром Талалаем, Алексей Беккером, Владимиром Нестеренко
- Music Of Anxiety (SoLyd Records, 2008)
- Алексей Круглов, Владимир Тарасов — Dialogos (SoLyd Records, 2010)
- Алексей Круглов, Владимир Тарасов — In Tempo  (SoLyd Records, 2010)
- Алексей Круглов — Seal Of Time (Leo Records, 2010) с Игорем Иванушкиным и Дмитрием Братухиным
- Identification (Leo Records, 2011)
- Алексей Круглов & Jaak Sooäär Trio — Karate (Leo Records, 2011)
- Алексей Круглов, Алексей Лапин, Владимир Шостак — Composition #37 (SoLyd Records, 2011)
- Йоахим Кюн и Алексей Круглов; Duo Art (ACT 2014)